# Свети Илия (Брезово)
Вижте пояснителната страница за други значения на Свети Илия.
„Свети Илия“ (на македонска литературна норма: „Свети Илија“) е възрожденска православна манастирска църква в демирхисарското село Брезово, Северна Македония. Църквата е под управлението на Крушевско-Демирхисарската епархия на Македонската православна църква.
Църквата е разположена в западния край на селото. Според надписа над входната врата е изградена в 1835 година и обновена в 1888 година.
В архитектурно отношение е еднокорабна засводена сграда. На изток има малка тристранна апсида, чийто горен дял отвън е разрушен. Иззидана е от речен камък, като входът на запад е от дялан бигор. Покривът е двускатен с керемиди. Хоросанът от фугите на фасадите е паднал. Във вътрешността подът е от бетон. Запазени са стенописи, които според стила и иконографските си характеристики са от XVII век.